# Манэки-нэко
Манэки-нэко (яп. 招き猫, буквально «Приглашающий кот», «Манящий кот», «Зовущая кошка»; также известный как «Кот счастья», «Денежный кот» или «Кот удачи») — распространённая японская фигурка, часто сделанная из фарфора или керамики, которая, как полагают, приносит её владельцу удачу. Скульптура изображает кошку с поднятой вертикально лапой, и обычно выставляется в витринах магазинов, в ресторанах, комнатах патинко, на складах и в других местах. Кошка, поднявшая правую лапу, привлекает деньги, удачу, а поднявшая левую лапу — клиентов. Встречаются также «манэки-нэко» с двумя поднятыми лапами. Некоторые манэки-нэко держат лапой овальную золотую монету (аналогичную кобану или обану эпохи Эдо, эквивалентным соответственно одному и десяти рё), на которой указан номинал в десять миллионов рё.

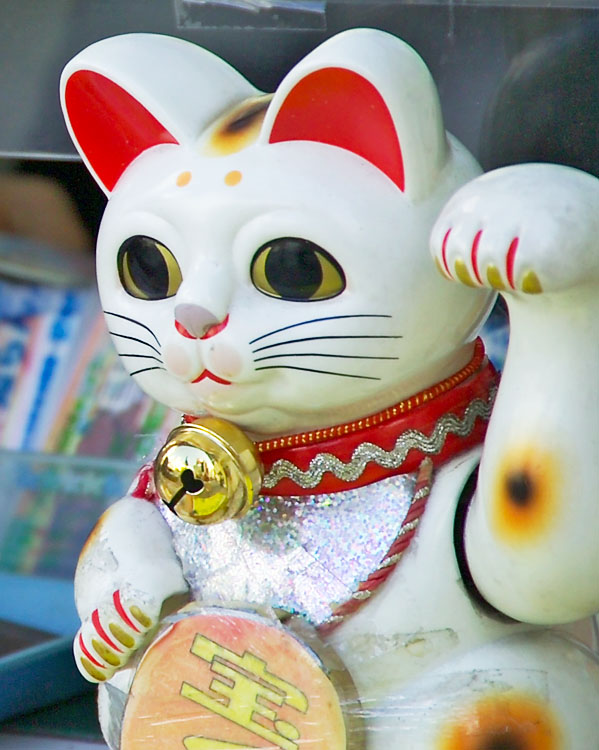
Манэки-нэко «подзывает» покупателей лотерейных билетов. Токио, Япония

«Манэки-нэко» бывают разных цветов, но традиционными считаются скульптуры трёхцветных кошек — с белой шерстью и пятнышками.
Существует много разных вариантов манэки-нэко, выполненных из глины и фарфора, папье-маше и дерева, сохранились даже старые каменные образцы. Имеются четыре особо значимых элемента: поднятая лапа, нагрудник, цвет и монета.

## История

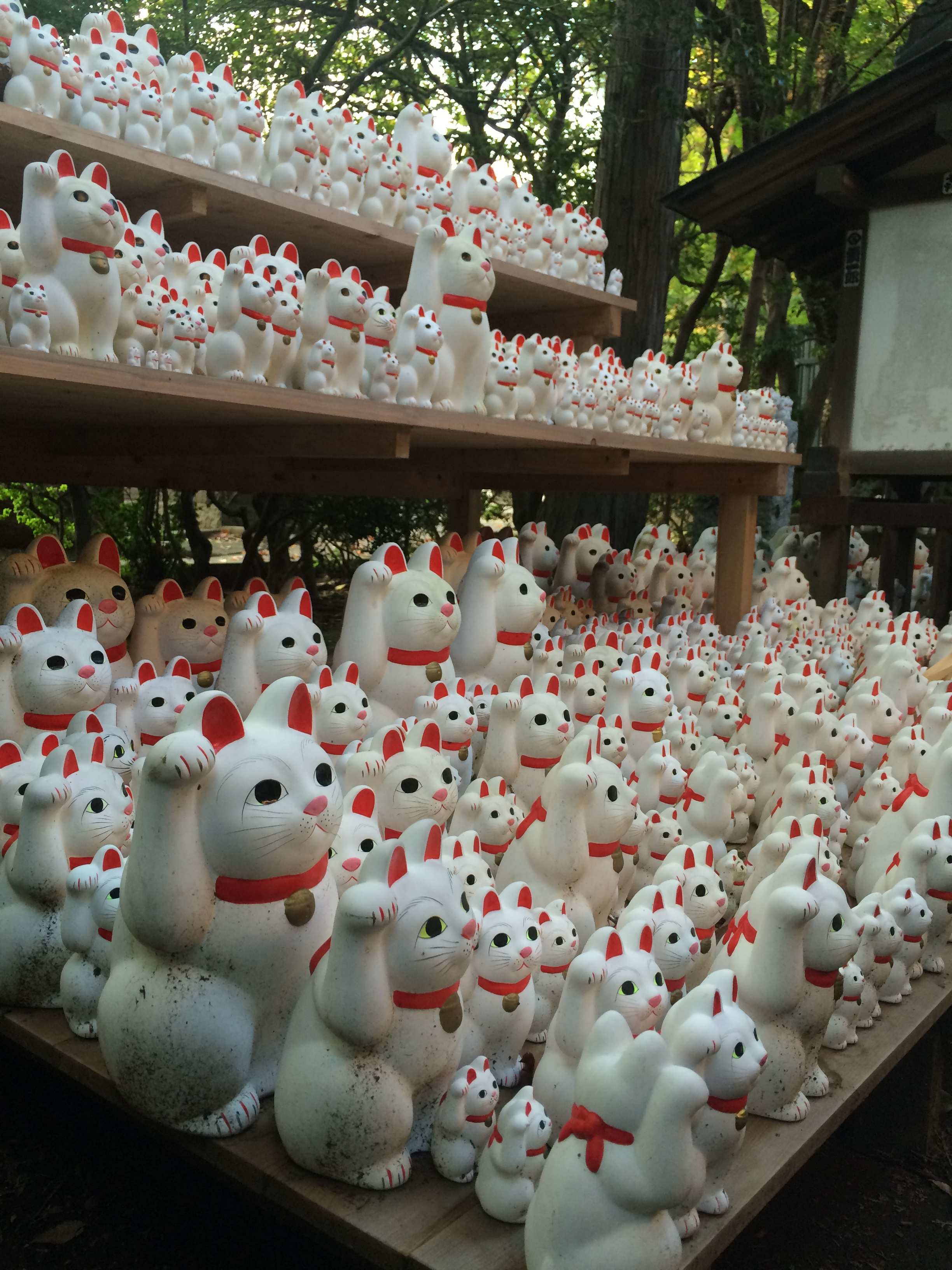
Множество фигурок котов в храме Готокудзи

Существует несколько легенд о возникновении «манэки-нэко»:

### Легенда храма Готокудзи
В истории храма Готокудзи говорится о том, что в 1615 году настоятель храма приютил бездомного кота. Храм находился в плачевном состоянии, но денег на ремонт и достойное поддержание его не было. Как-то настоятель посетовал: «Киска, я не виню тебя за то, что ты не помогаешь, в конце концов ты всего лишь кот. Вот если бы ты был человеком, тогда бы ты мог что-нибудь делать для нас». Вскоре после этого мимо храма проезжал даймё (князь) княжества Хиконэ Ии Наотака (1590—1659), со славой возвращавшийся из военного похода. Вдруг пошёл сильный ливень, было темно, и князь укрылся под огромным деревом. Князь и не заметил бы храмовых ворот, если бы не сидевший у них кот, манивший его лапой. Как только князь подошёл к коту, в дерево ударила молния, разнеся его в щепки. В храме князя встретил настоятель. Мудрый монах и произошедшее произвели на князя впечатление, и тот дал средства для восстановления обители, которая затем стала родовым храмом семьи Ии. Храм сохранился до наших дней и проводит в начале весны церемонию, посвящённую своему «кошачьему благодетелю», в связи с чем в одном из храмовых зданий продаются манэки-нэко.

### Легенда Куртизанки Усугумо из Ёсивары
В начале периода Эдо (XVII век) в западной части Токио, называемой Ёсивара, было много публичных домов. Женщины в таких домах назывались юдзё. Самые же искусные куртизанки для богатых покупателей носили звание таю. И вот в одном публичном доме в Ёсивара была таю по имени Усугумо. Она очень любила кошек, и рядом с ней всегда были кошки. Однажды ночью, когда она собралась по малой нужде, её любимая кошка вцепилась в её кимоно. Прибежавший на шум стражник отрубил кошке голову. Отрубленная голова отлетела под потолок, где она вцепилась зубами и убила змею, спасая жизнь своей хозяйке. Дама очень грустила по своей кошке — и вот однажды, чтобы унять её грусть, один из гостей подарил ей статую кошки, ставшую прототипом манэки-нэко.

### Легенда о старухе из Имадо

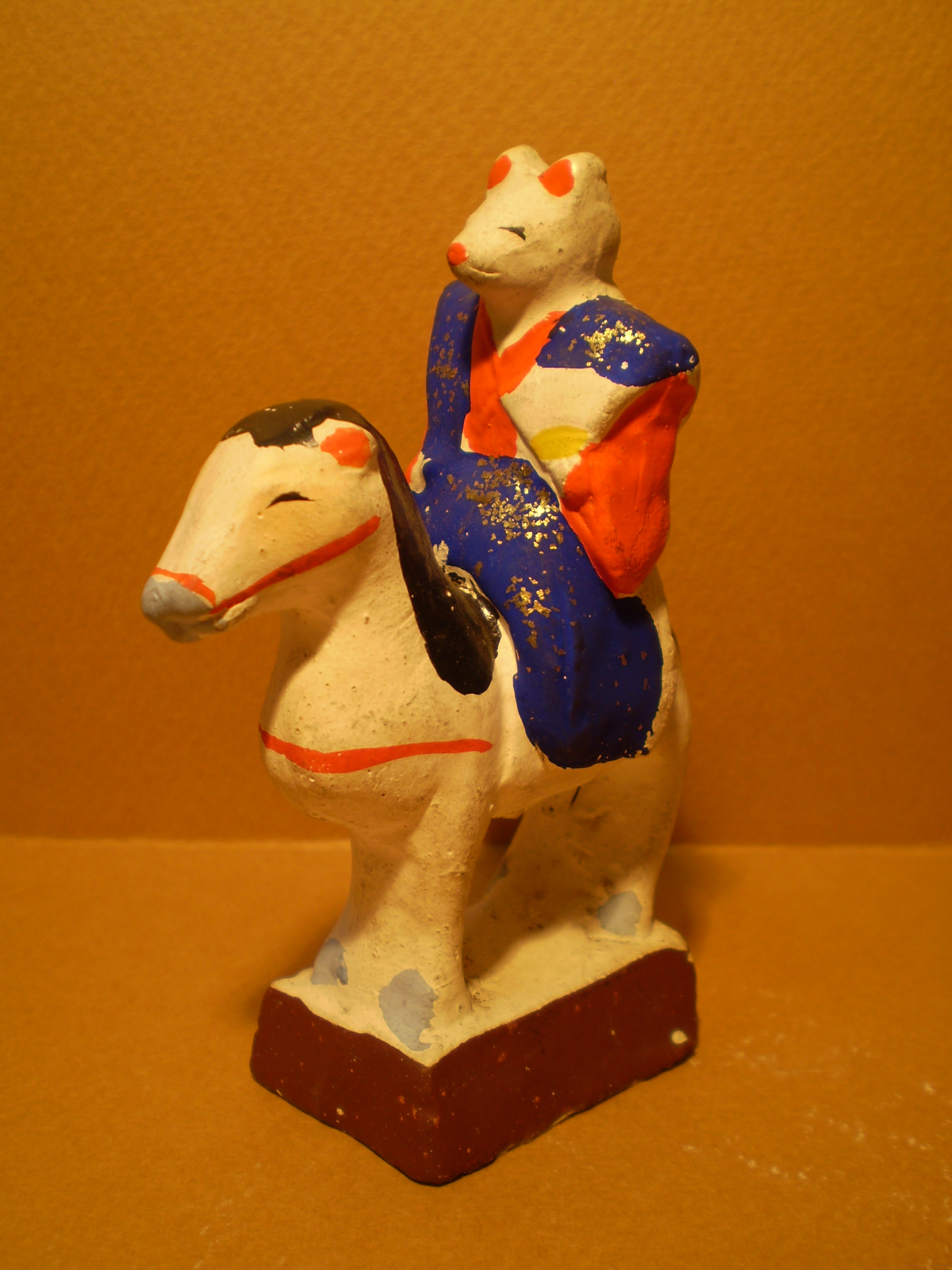
Керамическая кукла стиля имадо

В конце периода Эдо (XIX век) в западной части Токио жила старуха по имени Имадо. Она была очень бедна и не могла больше содержать свою кошку. После того как она прогнала кошку, та явилась ей во сне и сказала, что женщина должна слепить глиняную кошку и поставить у дороги. Прохожий увидел кошку и купил. Женщина стала лепить кошек на продажу и разбогатела.
Как талисман «манэки-нэко» возник только во второй половине XIX века.

## Значение талисмана
С лапами нет точной определённости — какая что обозначает. Наиболее распространённая версия трактует левую лапу как приманивающую деньги, а правую — удачу. Есть вариант — левая приманивает клиентов, правая — деньги. Нагрудник, нередко нарядно орнаментированный, связывается с Дзидзо — покровителем детей и путников. На каменные скульптуры Дзидзо надевают нагрудники, обычно красного цвета, обращаясь к нему с просьбами. Прежде цвета манэки-нэко были не столь разнообразны, как в настоящее время, но имели определённое значение. Так, купцы Киото любили чёрных котов, а в Эдо (Токио) их считали не очень благоприятными. В то же время в некоторых местах чёрные варианты выступали талисманами против болезней, а красные — специально против кори. Есть истории про золотую манэки-нэко, так же как и про добродетельного кота, стащившего две золотые монеты у своего богатого хозяина для заболевшего соседа-торговца, который его постоянно угощал свежей рыбой. Так появилась монетка на шее манэки-нэко.